# Blh (hrad)
Blh je zřícenina hradu, která se nachází v obci Veľký Blh.

## Dějiny
Anonymova kronika připomíná hrad Bolhedu, který obsadili Arpádovci. Ve 13. století vládl na hradě Bailog, který se pokládá za zakladatele rodu Balogů. V roce 1405 větev Balogů vlastnící hrad vymřela a hrad se stal majetkem Sečů, spřátelených s Janem Jiskrou z Brandýsa a hrad ovládli husité.
Od husitů ho v roce 1463 dobyl Štefan Rozgoň, který ho za 12 000 zlatých dostal od krále do držení. Od roku 1481 se stal majetkem Sečů, kteří ho vlastnili až do roku 1646. V tomto roce dostal do věna hrad spolu s hradem Muráň František Vešeléni, který jej dal v roce 1664 opevnit. Jako majetek Vešéleniho byl součástí rákociovského povstání, dokud nebyl definitivně zpustošen po potlačení povstání začátkem 18. století.